# Mysidia persephone
Mysidia persephone är en insektsart som beskrevs av Broomfield 1985. Mysidia persephone ingår i släktet Mysidia och familjen Derbidae. Inga underarter finns listade i Catalogue of Life.